# Шпагин ППш-41
Шпагин ППш-41 (рус. "Пистолет-пулемёт Шпагина") је совјетски аутомат из времена Другог светског рата. У борбама на источном фронту се показао као ефикасно и достојно оружје, а коришћен је и након рата у бројним сукобима, углавном од стране совјетских савезника. Црвена армија је у другој фази рата увела једноставнији и побољшани ППС-43 али производња Шпагина ипак није обустављена све до краја рата, до када је произведено укупно око 6 милиона комада.
Аутомат ППш-41 је постао један од симбола победе савезника над нацистичком немачком у Другом светском рату.

## Историја и развој
Први серијски произвођен совјетски аутомат је био ППД-40 али је његова масовна производња започела тек неколико месеци након завршетка Зимског рата против Финске, током којег је совјетска војска коначно спознала да су аутомати веома ефикасни при блиским борбама у шумама или насељеним урбаним подручјима. Међутим испоставило се да је ППД-40 превише скуп и компликован за брзу и масовну производњу па је она обустављена пошто је произведено свега 90.000 комада.
Инжињер Георгиј Шпагин је понудио решење, његова идеја је била користити пресовани лим у изради што би значајно појефтинило и убрзало производњу јер би овом методом било потребно мање радних сати за комплетирање аутомата. Ово решење је у то време било револуционарно, имајући у виду да су се сви аутомати пре тога производили ручно и од ливених делова, због чега су и били веома скупи. Георгиј Шпагин је септембра 1940 представио прототип свог аутомата, унапредио је гасни компензатор који спречава уздизање дима изнад цеви током рафала, за резултат, Шпагинов аутомат је имао 70% боље групације од старијег ППД-а. Испитивања је водио маршал Семјон Буђони, један од најзаслужнијих за катастрофалне поразе које је Црвена армија доживела.
Октобра 1940 је направљено првих 25 примерака. Испитивања су завршена крајем новембра, а војна комисија је била задовољна и предложила је увођење у наоружање и почетак производње Шпагиновог аутомата. Званично је уведен у наоружање 1. децемра 1940 али серијска производња је почела неколико месеци касније.
За производњу је била задужена мрежа московских фабрика, а производне процесе су надгледали високи партијски чланови. Ипак до почетка операције Барбароса јуна 1941, Црвена армија није поседовала довољан број аутомата. У наоружању је са све старијим ППД-40 било највише 100.000 комада док је немачки Вермахт поседовао знатно већи број аутомата.
Током 1941. је произведено око 90.000 комада Шпагинових ППШ-41. Током 1942. се тај број увећао на 1.500.000 примерака. До прољећа 1942. фабрике које су производиле аутомат ППШ-41 су постигле дневну норму од 3.000 аутомата дневно. Сам аутомат је класичан пример једноставног дизајна који служи масовној производњи. Слични примери који су се производили у време рата били су аутомати M3 Мазалица, МП 40 и Стен.
Делове пушке (осим цеви) могли су производити чак и релативно неквалификовани радници с једноставном опремом те материјалима који су доступни у свакој гвожђари или металуршкој радионици. Тиме су се квалификованији радници пребацивали на друге послове. ППШ-41 се састоји од укупно 87 делова, у поређењу са ППД-40 који се састојао од 95 делова. Такође, ППШ-41 могао се произвести за 7,3 радних сати што је било далеко брже него ППД који се производио за 13,7 сати. На терену, ППШ је био оружје које је захтевало мало одржавања те је могао испалити до 1.000 метака у минути (теоретски).
До краја Другог светског рата, произведено је више од 6 милиона комада ППШ-41. Совјетска Црвена армија њиме је често опремала целе пукове, па чак и дивизије. Осим класичних оквира од 35 метака који су били доступни од 1942. пешадија је пре тога могла користити и добош-оквире који су имали 71 метак. Добош-оквир био је копиран с финског Суоми KP/-31 аутомата, који је такође имао 71 метак. Совјетски војници су у борби најчешће користили један добош-оквир и више класичних оквира.
Совјетски Савез је након рата своје Шпагине углавном ставио у резерву или их је продавао и слао својим сателитима и покретима које је подржавао. Кинески комунисти су током Кинеског грађанског рата били масовно опремљени совјетском опремом, међу којом и огромним бројем Шпагина. Због великих залиха јефтине муниције, управо им је Шпагин постао омиљено средство за масовно убијање сељака и нелојалног становништва. Северна Кореја је од 1949. производила своју домаћу верзију под именом Модел 49, ови аутомати су масовно коришћени током Корејског рата. Снаге Хо Ши Мина су добиле огроман број аутомата ППШ-41 и користиле их током Првог рата у Индокини, а касније и Вијетконг током Вијетнамског рата.

## Предности и мане
Највеће предности аутомата ППш-41 су брза и једноставна производња, висока брзина паљбе, велики капацитет оквира и сасвим пристојна прецизност на даљинама до 150m (Према извештају Црвене армије на крају рата, управо је аутомат био најефикасније ватрено оружје у борбама).
Међутим његове главне мане су неудобна ергономија, слаба и небезбедна кочница (дешавало се да Шпагин опали при удару о тло, па чак и да рани војника), потом се током рата испоставило да се не уклапају сви добоши са Шпагина један на други, пуњење добоша је било комплексно и заморно за војнике (због тога је 1942. уведен и оквир са 35 метака). ППш-41 је био предугачак да би га користиле посаде оклопних возила (због чега је на крају уведен компактнији ППС-43 са преклопним кундаком).
У поређењу са конкуренцијом, ППш-41 је био бољи од британског Стена и немачког МП 40, и евентуално америчког М3, међутим Шпагин је по својим карактеристикама заостајао у односу на амерички Томпсон М1, а поготову у односу на италијанску Берету 38.

## Земље кориснице
- Совјетски Савез
- Албанија
- Северна Кореја
- Северни Вијетнам
- Пољска
- Мађарска
- Чехословачка
- Бугарска
- Румунија
- ФНРЈ
- Северна Кореја
- Нацистичка Немачка
- Финска
- Источна Немачка
- Куба
- Ангола
- Јордан
- Авганистан
- Никарагва
- Украјина
- Новорусија
- Хрватска